# Kinyamisambi
Kinyamisambi är ett vattendrag i Burundi.   Det ligger i provinsen Mwaro, i den centrala delen av landet, 40 kilometer öster om huvudstaden Bujumbura.
Omgivningarna runt Kinyamisambi är en mosaik av jordbruksmark och naturlig växtlighet. Runt Kinyamisambi är det tätbefolkat, med 356 invånare per kvadratkilometer.